# Annona emarginata
Annona emarginata este o specie de plante angiosperme din genul Annona, familia Annonaceae. A fost descrisă pentru prima dată de Diederich Franz Leonhard von Schlechtendal, și a primit numele actual de la H. Rainer. Conform Catalogue of Life specia Annona emarginata nu are subspecii cunoscute.